# Cibotium barometz
Cibotium barometz är en ormbunkeart som först beskrevs av Carolus Linnaeus, och fick sitt nu gällande namn av John Smith. Cibotium barometz ingår i släktet Cibotium och familjen Cibotiaceae. Inga underarter finns listade.

## Bildgalleri

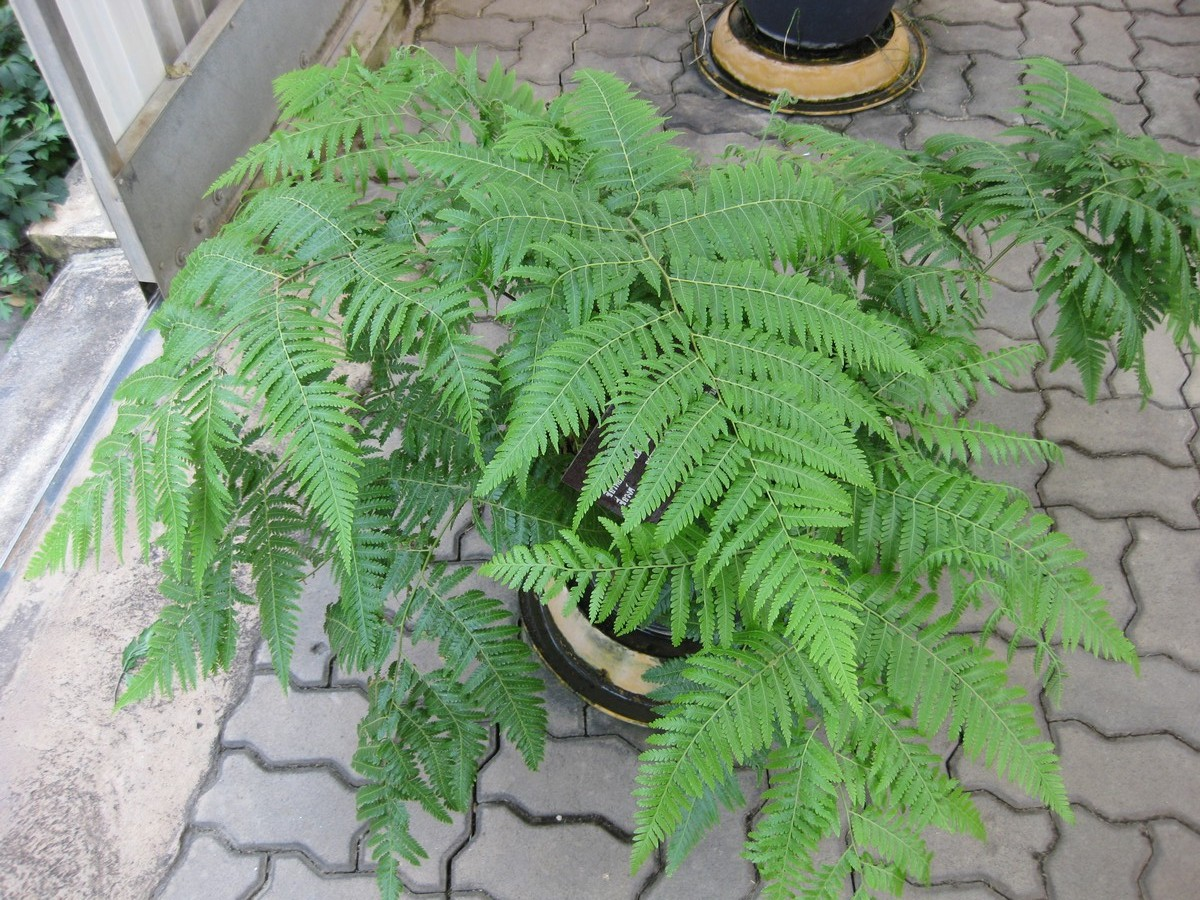
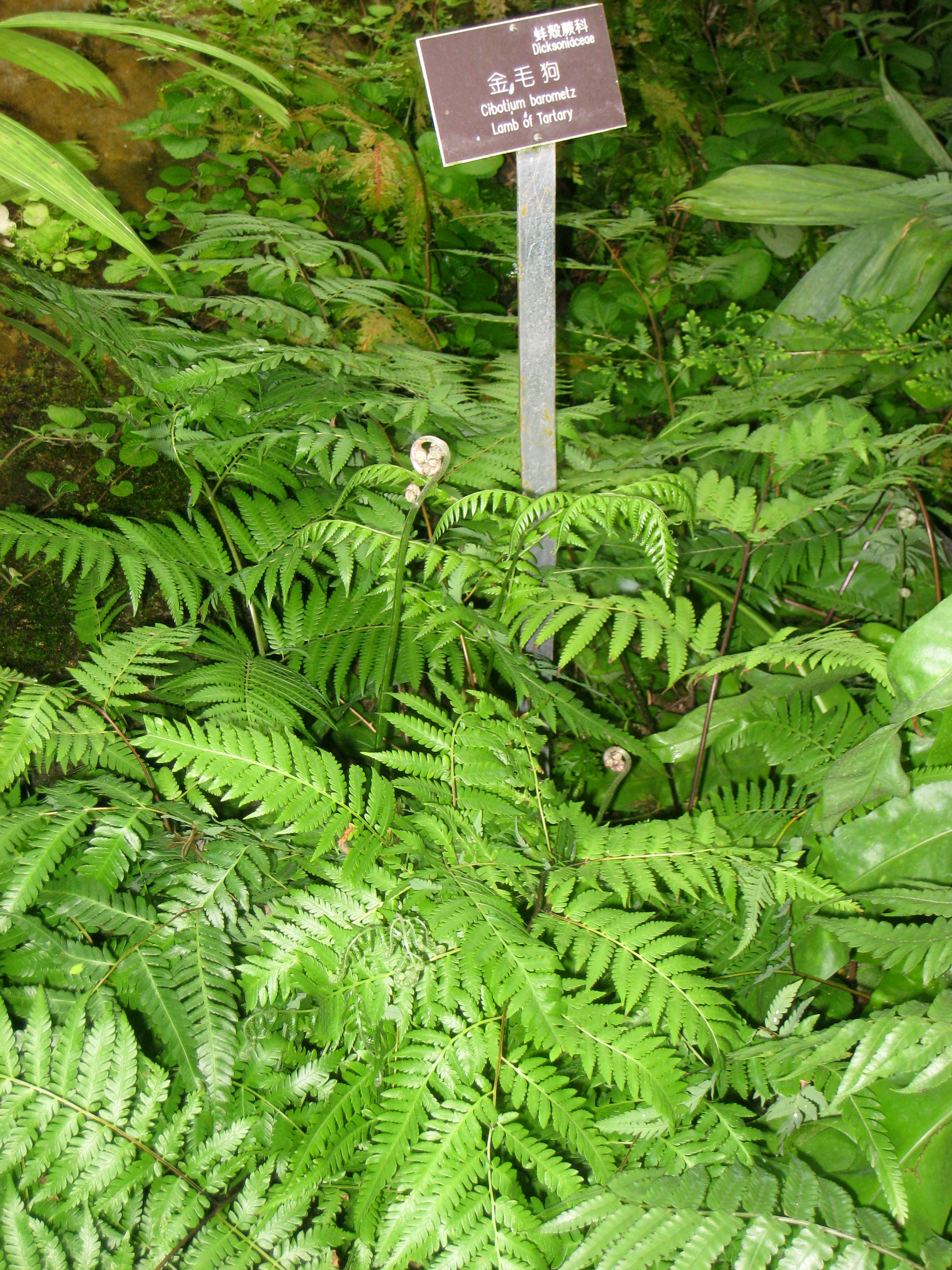
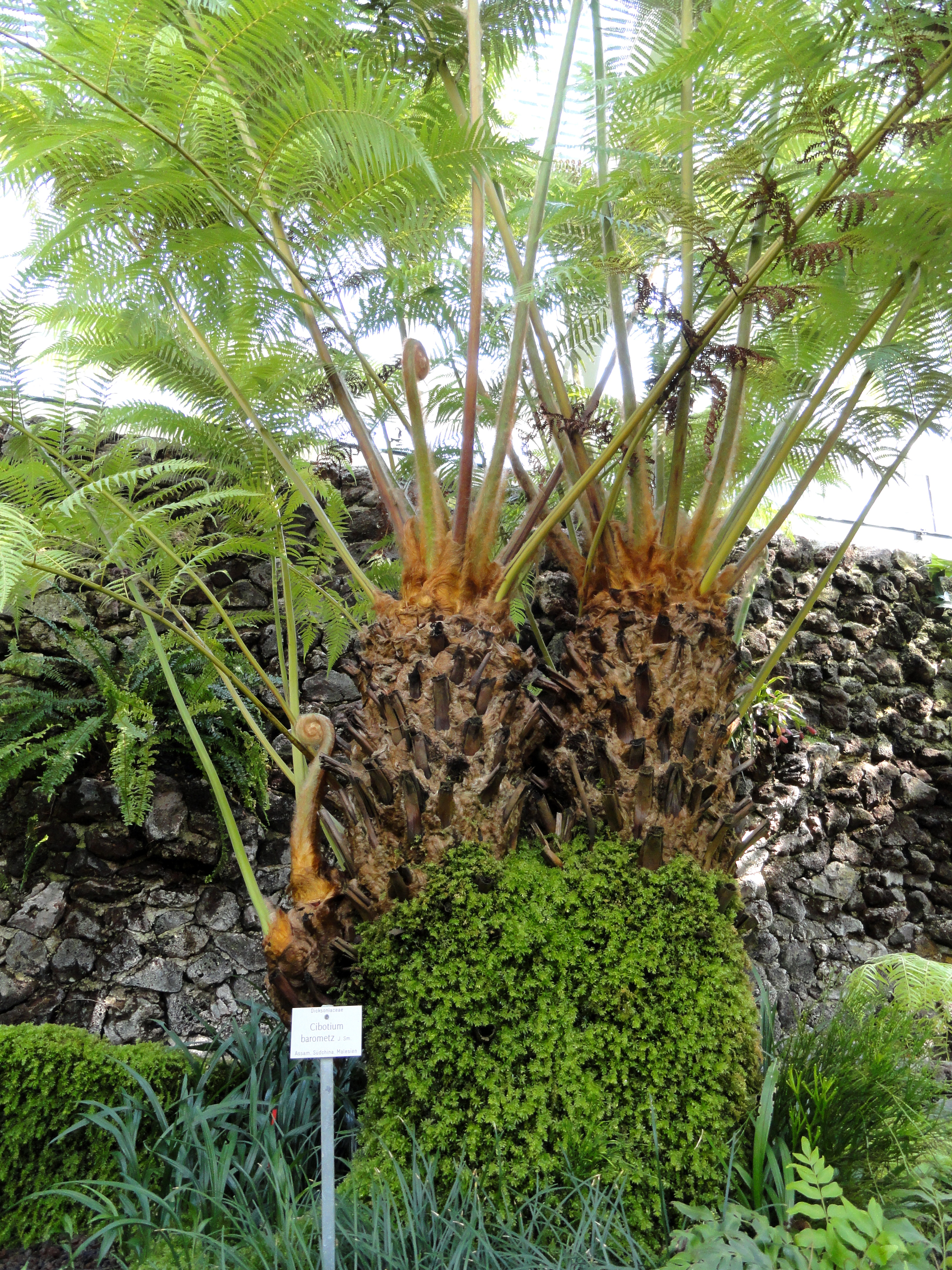
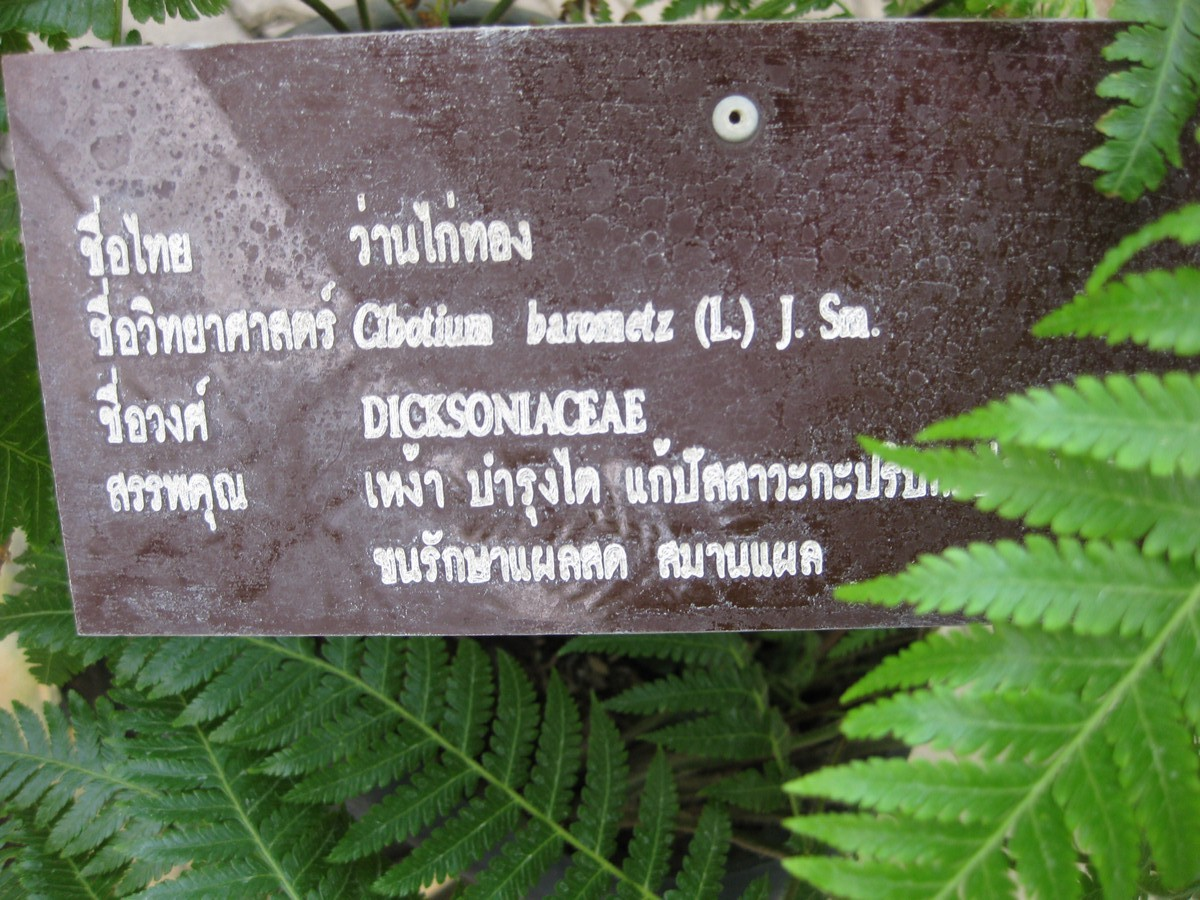